# Leonidas Flores
Leonidas Flores Reyes (Tilaran, 24 gennaio 1965) è un ex calciatore costaricano, di ruolo attaccante.